# Вільна (Альберта)
Вільна (англ. Vilna) — село в Канаді, у провінції Альберта, у складі муніципального району Смоукі-Лейкс. Засноване українськими поселенцями.

## Населення
За даними перепису 2016 року, село нараховувало 290 осіб, показавши зростання на 16,5%, порівняно з 2011-м роком. Середня густина населення становила 300,8 осіб/км².
З офіційних мов обидвома одночасно володіли 10 жителів, тільки англійською — 285. Усього 35 осіб вважали рідною мовою не одну з офіційних, з них 10 — одну з корінних мов, а 15 — українську.
Працездатне населення становило 125 осіб (58,1% усього населення), рівень безробіття — 16% (25% серед чоловіків та 0% серед жінок). 92% осіб були найманими працівниками, а 8% — самозайнятими.
Середній дохід на особу становив $46 645 (медіана $25 920), при цьому для чоловіків — $60 582, а для жінок $33 759 (медіани — $40 064 та $21 824 відповідно).
11,4% мешканців мали закінчену шкільну освіту, не мали закінченої шкільної освіти — 34,1%, 52,3% мали післяшкільну освіту, з яких 21,7% мали диплом бакалавра, або вищий.
| Статево-вікова структура населення | Статево-вікова структура населення | Статево-вікова структура населення | Статево-вікова структура населення | Статево-вікова структура населення |
| ---------------------------------- | ---------------------------------- | ---------------------------------- | ---------------------------------- | ---------------------------------- |
|                                    |                                    |                                    |                                    |                                    |
| Всього                             | Всього                             | 48,3%51,7%                         |                                    |                                    |
| 0 — 14 років                       | 0 — 14 років                       |                                    | 17,2%                              | 17,2%                              |
| 15 — 64 років                      | 15 — 64 років                      |                                    | 50%                                | 50%                                |
| 65 і більше                        | 65 і більше                        |                                    | 32,8%                              | 32,8%                              |
| 85 і більше                        | 85 і більше                        |                                    | 6,9%                               | 6,9%                               |
| Середній вік (років)               | Середній вік (років)               | 44,552,7                           | 48,8                               | 48,8                               |
| Медіана (років)                    | Медіана (років)                    | 49,556,4                           | 53,5                               | 53,5                               |
| — чоловіки — жінки                 |                                    |                                    |                                    |                                    |

| Походження мешканців:     | Походження мешканців:     | Походження мешканців: | Походження мешканців: | Походження мешканців: |
| ------------------------- | ------------------------- | --------------------- | --------------------- | --------------------- |
| Походження                |                           |                       | осіб                  | %                     |
| Корінні американці        | Корінні американці        |                       | 70                    | 28%                   |
| Інше північноамериканське | Інше північноамериканське |                       | 25                    | 10%                   |
| Європейське               | Європейське               |                       | 195                   | 78%                   |
| британське                | британське                |                       | 70                    | 28%                   |
| французьке                | французьке                |                       | 35                    | 14%                   |
| українське                | українське                |                       | 100                   | 40%                   |

| Зайнятість населення за галузями (за класифікацією NOC): | Зайнятість населення за галузями (за класифікацією NOC): | Зайнятість населення за галузями (за класифікацією NOC): | Зайнятість населення за галузями (за класифікацією NOC): | Зайнятість населення за галузями (за класифікацією NOC): |
| -------------------------------------------------------- | -------------------------------------------------------- | -------------------------------------------------------- | -------------------------------------------------------- | -------------------------------------------------------- |
|                                                          |                                                          |                                                          |                                                          |                                                          |
| Охорона здоров'я                                         | Охорона здоров'я                                         |                                                          | 8%                                                       | 8%                                                       |
| Освіта, правозахист, муніципальні та урядові служби      | Освіта, правозахист, муніципальні та урядові служби      |                                                          | 12%                                                      | 12%                                                      |
| Роздрібна торгівля та послуги                            | Роздрібна торгівля та послуги                            |                                                          | 48%                                                      | 48%                                                      |
| Гуртова торгівля, транспорт та обладнання                | Гуртова торгівля, транспорт та обладнання                |                                                          | 16%                                                      | 16%                                                      |
| Природні ресурси, сільське господарство                  | Природні ресурси, сільське господарство                  |                                                          | 8%                                                       | 8%                                                       |

## Клімат
Середня річна температура становить 1,4°C, середня максимальна – 20,9°C, а середня мінімальна – -22,3°C. Середня річна кількість опадів – 464 мм.
| Клімат поселення                              | Клімат поселення | Клімат поселення | Клімат поселення | Клімат поселення | Клімат поселення | Клімат поселення | Клімат поселення | Клімат поселення | Клімат поселення | Клімат поселення | Клімат поселення | Клімат поселення | Клімат поселення |
| Показник                                      | Січ.             | Лют.             | Бер.             | Квіт.            | Трав.            | Черв.            | Лип.             | Серп.            | Вер.             | Жовт.            | Лист.            | Груд.            |                  |
| Середній максимум, °C                         | −8,52            | −5,23            | 0,87             | 10,46            | 16,80            | 20,82            | 20,90            | 20,00            | 14,50            | 8,70             | −2,3             | −9,17            |                  |
| Середня температура, °C                       | −15,43           | −12,13           | −6,05            | 3,54             | 9,89             | 13,91            | 16,06            | 15,15            | 9,69             | 3,86             | −7,16            | −14,03           |                  |
| Середній мінімум, °C                          | −22,34           | −19,03           | −12,97           | −3,38            | 2,98             | 7,01             | 11,18            | 10,29            | 4,82             | −1,01            | −12              | −18,88           |                  |
| Норма опадів, мм                              | 22               | 14               | 20               | 27               | 46               | 82               | 91               | 61               | 41               | 20               | 19               | 21               |                  |
| Середньомісячна швидкість вітру, м/с          | 3.30             | 3.30             | 3.50             | 3.80             | 3.80             | 3.44             | 3.20             | 3.10             | 3.30             | 3.60             | 3.59             | 3.49             |                  |
| Середньомісячна сонячна радіація, кДж/м²·день | 3330             | 6856             | 12207            | 17353            | 20725            | 21991            | 22081            | 18281            | 12324            | 7229             | 3592             | 2383             |                  |
| --------------------------------------------- | ---------------- | ---------------- | ---------------- | ---------------- | ---------------- | ---------------- | ---------------- | ---------------- | ---------------- | ---------------- | ---------------- | ---------------- | ---------------- |
| Джерело:                                      |                  |                  |                  |                  |                  |                  |                  |                  |                  |                  |                  |                  |                  |